# مهناز أفشار
مهناز أفشار (بالفارسية: مهناز أفشار) هي ممثلة سينمائية تلفازية إيرانية ولدت ونشأت في طهران.

## حياتها
ترعرعت أفشار في بيت تسود فيه المذهبية لذلك منعها والدها من التمثيل في البداية، نالت دبلوم العلوم الطبيعية وتابعت تعليمها في قسم المونتاج حتى نالت درجة البكالوريس، حضرت أفشار في صفوف حميد سمندريان وتعلمت منه فن التمثيل.
بدأت أفشار أعمالها الفنية بالتمثيل في مجموعة تلفزيونية إيرانية الضائع في عام 1997، ثم مَثلت في فيلم الأصدقاء من إخراج علي شاه حاتمي في عام 1998، ويعتبر هذا الفيلم أول أعمالها السينمائية واشتهرت أفشار بتمثيلها في فيلم حماسة الحب من إخراج نادر مقدس في عام 1999 م.

## روابط خارجية
- مهناز أفشار على موقع IMDb (الإنجليزية)
- مهناز أفشار على موقع ألو سيني (الفرنسية)
- مهناز أفشار على موقع أول موفي (الإنجليزية)
- مهناز أفشار على موقع قاعدة بيانات الفيلم (الإنجليزية)
- مهناز أفشار على موقع كينوبويسك (الروسية)